# 시노다 마사히로
시노다 마사히로(일본어: 篠田 正浩 しのだ まさひろ[*], 1931년 3월 9일 ~ 2025년 3월 25일)는 일본의 영화 감독이다. 와세다 대학 졸업 후 쇼치쿠에 입사하였다. 오시마 나기사, 요시다 요시시게와 함께 1960년대 쇼치쿠 누벨바그를 이끌었다.

## 작품 목록
- 《사랑의 편도차표》 (1960)
- 《매마른 호수》 (1960)
- 《석양에 붉은 내얼굴》 (1961)
- 《눈물을, 사자의 갈기에》 (1962)
- 《말라버린 꽃》 (1964)
- 《암살》 (1964)
- 《사무라이 스파이》 (1965)
- 《동반자살》 (1969)
- 《무뢰한》 (1970)
- 《침묵》 (1971)
- 《히미코》 (1974)
- 《오린의 발라드》 (1977)
- 《야차 연못》 (1979)
- 《올빼미의 성 owl's castle》 (1999)
- 《스파이 조르게》 (2003)